# X-kromosombunden agammaglobulinemi
X-kromosombunden agammaglobulinemi (engelska: X-linked agammaglobulinemia, XLA) eller Brutons sjukdom är en ovanlig immunbristsjukdom som karaktäriseras av sänkta nivåer eller avsaknad av antikroppar i blodet (agammaglobulinemi) till följd av en defekt i differentieringen av pre-B-celler till omogna B-celler. Defekten uppstår på grund av en mutation i en gen på X-kromosomen som kodar för Brutons tyrosinkinas, ett enzym som är nödvändigt vid syntesen av lätta antikroppskedjor. Eftersom genen för tyrosinkinaset sitter på X-kromosomen drabbar sjukdomen oftast män.
Normalt upptäcks sjukdomen inte förrän en ålder av cirka 6 månader uppnåtts, eftersom det först är då de transplacentala IgG-antikropparna som fåtts från modern via moderkakan under graviditeten slutar att utgöra ett effektivt skydd. De med sjukdomen drabbas framför allt av bakterieinfektioner som i normalfallet bekämpas med hjälp av kroppens antikroppar (exempelvis bakterierna Haemophilus influenzae, Streptococcus pneumoniae och Staphylococcus aureus). Adekvat behandling av sjukdomen utgörs av ersättningsantikroppar injicerade intravenöst (tillförda in i blodet).